# Roosevelt Désir
Roosevelt Désir (4 aprile 1974) è un ex calciatore haitiano, di ruolo difensore.

## Carriera

### Club
Ha cominciato a giocare nel FICA. Nel 2006 è stato acquistato dal Capoise, con cui ha concluso la propria carriera nel 2015.

### Nazionale
Ha debuttato in Nazionale nel 1996. Ha partecipato, con la Nazionale, alla CONCACAF Gold Cup 2000 e alla CONCACAF Gold Cup 2002.

## Palmarès

### Club

#### Competizioni nazionali
- Campionato haitiano di calcio: 1

FICA: 2001